# Elminster (série littéraire)
 (octobre 2021).
La mise en forme du texte ne suit pas les recommandations de Wikipédia : il faut le « wikifier ».
Les points d'amélioration suivants sont les cas les plus fréquents. Le détail des points à revoir est peut-être précisé sur la page de discussion.
- Les titres sont pré-formatés par le logiciel. Ils ne sont ni en capitales, ni en gras.
- Le texte ne doit pas être écrit en capitales (les noms de famille non plus), ni en gras, ni en italique, ni en « petit »…
- Le gras n'est utilisé que pour surligner le titre de l'article dans l'introduction, une seule fois.
- L'italique est rarement utilisé : mots en langue étrangère, titres d'œuvres, noms de bateaux, etc.
- Les citations ne sont pas en italique mais en corps de texte normal. Elles sont entourées par des guillemets français : « et ».
- Les listes à puces sont à éviter, des paragraphes rédigés étant largement préférés. Les tableaux sont à réserver à la présentation de données structurées (résultats, etc.).
- Les appels de note de bas de page (petits chiffres en exposant, introduits par l'outil «  Source ») sont à placer entre la fin de phrase et le point final[comme ça].
- Les liens internes (vers d'autres articles de Wikipédia) sont à choisir avec parcimonie. Créez des liens vers des articles approfondissant le sujet. Les termes génériques sans rapport avec le sujet sont à éviter, ainsi que les répétitions de liens vers un même terme.
- Les liens externes sont à placer uniquement dans une section « Liens externes », à la fin de l'article. Ces liens sont à choisir avec parcimonie suivant les règles définies. Si un lien sert de source à l'article, son insertion dans le texte est à faire par les notes de bas de page.
- La présentation des références doit suivre les conventions bibliographiques. Il est recommandé d'utiliser les modèles {{Ouvrage}}, {{Chapitre}}, {{Article}}, {{Lien web}} et/ou {{Bibliographie}}. Le mode d'édition visuel peut mettre en forme automatiquement les références.
- Insérer une infobox (cadre d'informations à droite) n'est pas obligatoire pour parachever la mise en page.

Pour une aide détaillée, merci de consulter Aide:Wikification.
Si vous pensez que ces points ont été résolus, vous pouvez retirer ce bandeau et améliorer la mise en forme d'un autre article.
Elminster est une série de romans fantastiques écrits par l'auteur Ed Greenwood. Ils se déroulent dans l'univers des Royaumes oubliés développé par Greenwood pour le jeu de rôle sur table Dungeons & Dragons. La série se concentre sur le personnage principal Elminster qui était un personnage clé dans plusieurs autres romans de Greenwood se passant dans ce monde. Elminster était un puissant sorcier, connu sous le nom de « Celui qui marche » ou encore « Le sage de Shadowdale ». Cette série suis les aventures d'Elminster tout en fournissant des informations sur l'histoire et la géographie des Royaumes oubliés.

## Liste des romans
- Elminster : La Jeunesse d'un mage (1994) ; (ISBN 0786902035)
- Elminster à Myth Drannor (1997) ; (ISBN 0786911905)
- The Temptation of Elminster (1998) ; (ISBN 0786914270)
- Elminster In Hell (2001) ; (ISBN 0786927461)
- Elminster's Daughter(2004) ; (ISBN 0786937688)
- The Annotated Elminster (2007) - Une anthologie des trois premiers livres de la série.
- Elminster Must Die (2010) - La première apparition de la 4e édition de l'un des personnages les plus emblématiques du monde des Royaumes oubliés. (ISBN 0786957999)
- Bury Elminster Deep (2011)  (ISBN 0786960248)
- Elminster enraged (2012)  (ISBN 0786963638)
- Le Herald (2014)  (ISBN 078696460X)
- Spellstorm (2015)  (ISBN 0786965711)
- Death Masks (2016)  (ISBN 0-7869-6593-2)

## Résumé

### Elminster: La jeunesse d'un mage
En tant que jeune garçon, s'occupant des moutons dans la campagne fertile de la nation d'Athlanthar, Elminster fut témoin du pouvoir de la magie en assistant à la destruction de toute sa ville natale par un malicieux seigneur-mage chevauchant un dragon. Seul survivant de la tragédie, Elminster rejoint une troupe de bandits et plus tard un gang de voleurs dans la ville voisine de Hastarl. En colère contre le règne et du pouvoir des mages arrogants, Elminster se faufile dans un temple de Mystra avec l'intention de le dégrader, menant à une confrontation face à face avec la déesse. Au lieu de déchaîner sa colère contre le jeune parvenu, elle l'interroge et, sur la base de ses réponses sages et honnêtes et de son potentiel exceptionnel, Mystra enseigne à Elminster les voies de la magie et il devient un puissant clerc et mage, l'un de ses élus, un titre rarement donné et accompagné d'une foule de pouvoirs et de devoirs.

### Elminster à Myth Drannor
Après avoir libéré Athlanthar du pouvoir des mages, être devenu roi et avoir abdiqué ensuite, Elminster suit les conseils de Mystra et pénètre dans la forêt de Cormanthor. Rencontrant une patrouille d'elfes assaillis par des monstres, il sauve le seul elfe survivant et le réconforte dans ses derniers instants. Afin de remettre la pierre mentale (kiira) à sa place légitime, il se faufile dans la ville de Cormanthor, au risque d'y perdre la vie (car les elfes de Cormanthor tuent tous les non-elfes à vue) pour rendre le kiira et terminer sa mission. Bien qu'il ne soit pas accepté par la plupart de la caste noble, Elminster convainc le Grand Conseil au pouvoir et le Shrinshee, puissant gardien de la forêt, de lui faire confiance et de l'initier à la haute magie. Survivant à de nombreux tests de force et de volonté, parfois menant à des dangers mortels, il finit par acquérir une magie elfique très puissante qui lui permettra de jouer un grand rôle dans la fondation du Mythal de Cormanthor.

### The Temptation of Elminster
Tenté par Mystra et Shar, Elminster doit choisir de suivre son cœur ou sa déesse.

### Elminster in Hell
Jeté à travers un portail dans le plan infernal d'Avernos, Elminster est capturé par l'archidiable paria Nergal et lutte avec ses souvenirs qui le tourmente.

### Elminster's Daughter
Ce roman examine les conséquences de l'ingérence d'Elminster sur la nation de Cormyr, dans lequel il a joué un rôle non négligeable dans la création et la protection, par le biais de sa fille, Narnra, une voleuse habitant Waterdeep.

### Elminster Must Die
Lorsque la déesse de la magie a été assassinée, le monde d'Elminster a volé en éclats. Autrefois sorcier le plus puissant du monde, immortel, aimé de la déesse de la magie et poufendeur du mal, il est maintenant un vieil homme fatigué, puissant mais mortel, et s'est fait beaucoup d'ennemis au cours de son existence.
De plus, Elminster est lié par sa promesse qui est d'offrir à Simbul, sa bien aimée, les plus puissants artefacts du monde. Mais ces entreprises meneront ses ennemis directement à lui.

## Réception critique
Elminster in Hell a été passé en revue par Don Bassingthwaite (2002) dans Black Gate, Hiver 2002 
Bury Elminster Deep a reçu un avis positif par le California Bookwatch, qu'il l'a qualifé de "tout premier choix pour toute collection fantastique".